# 川和町站
川和町站（日语：／ Kawawachō eki */?）是位於神奈川縣橫濱市都筑區川和町，屬於橫濱市營地下鐵綠線（4號線）的鐵路車站。本站的車站編號是G02，車站顏色以沿鶴見川延伸的地勢與高架車站從空中所見的景象而定為「露草色」。
地面車站設有往綠線的車輛基地川和車輛基地的入、出庫線。

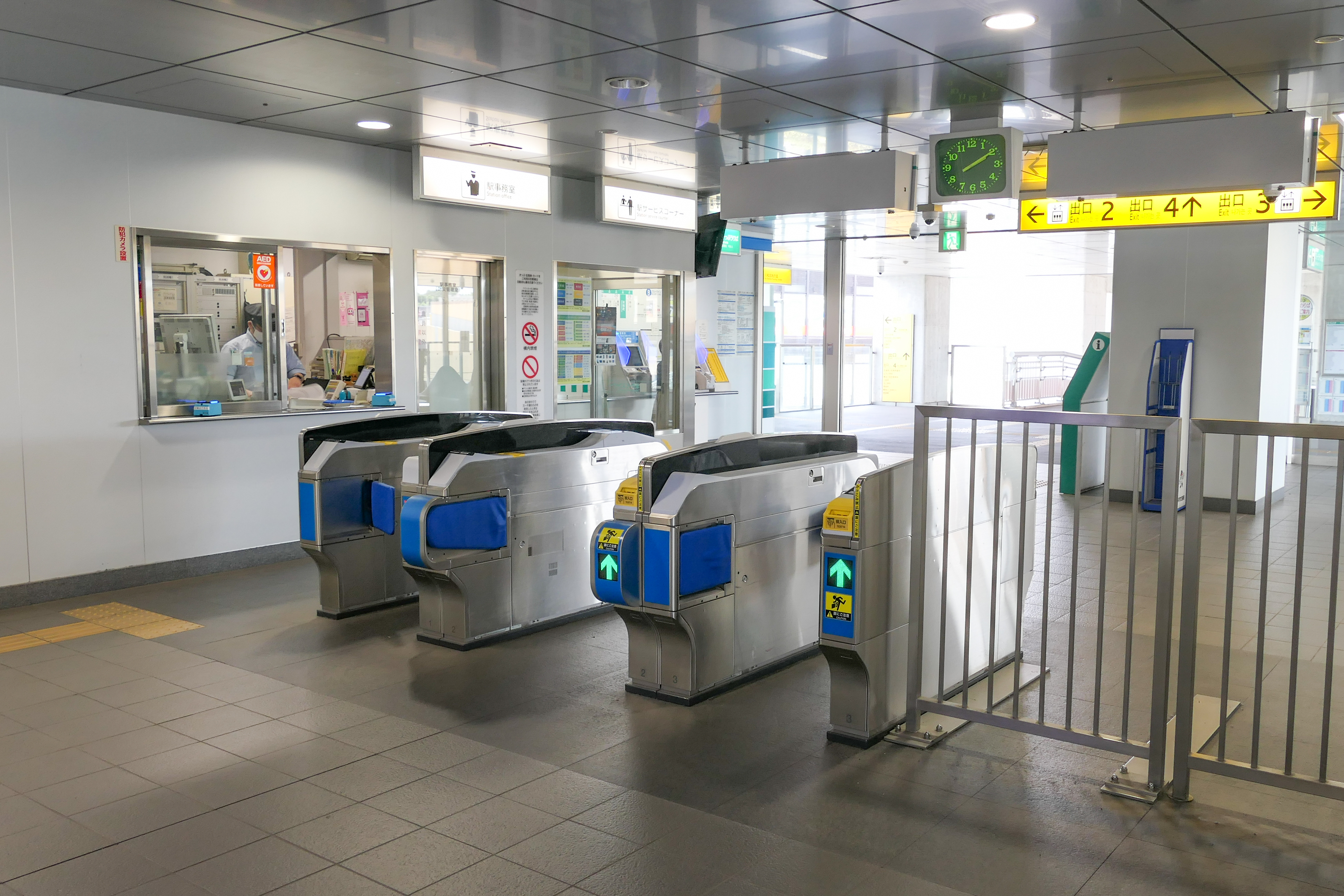
驗票口(2023年5月)

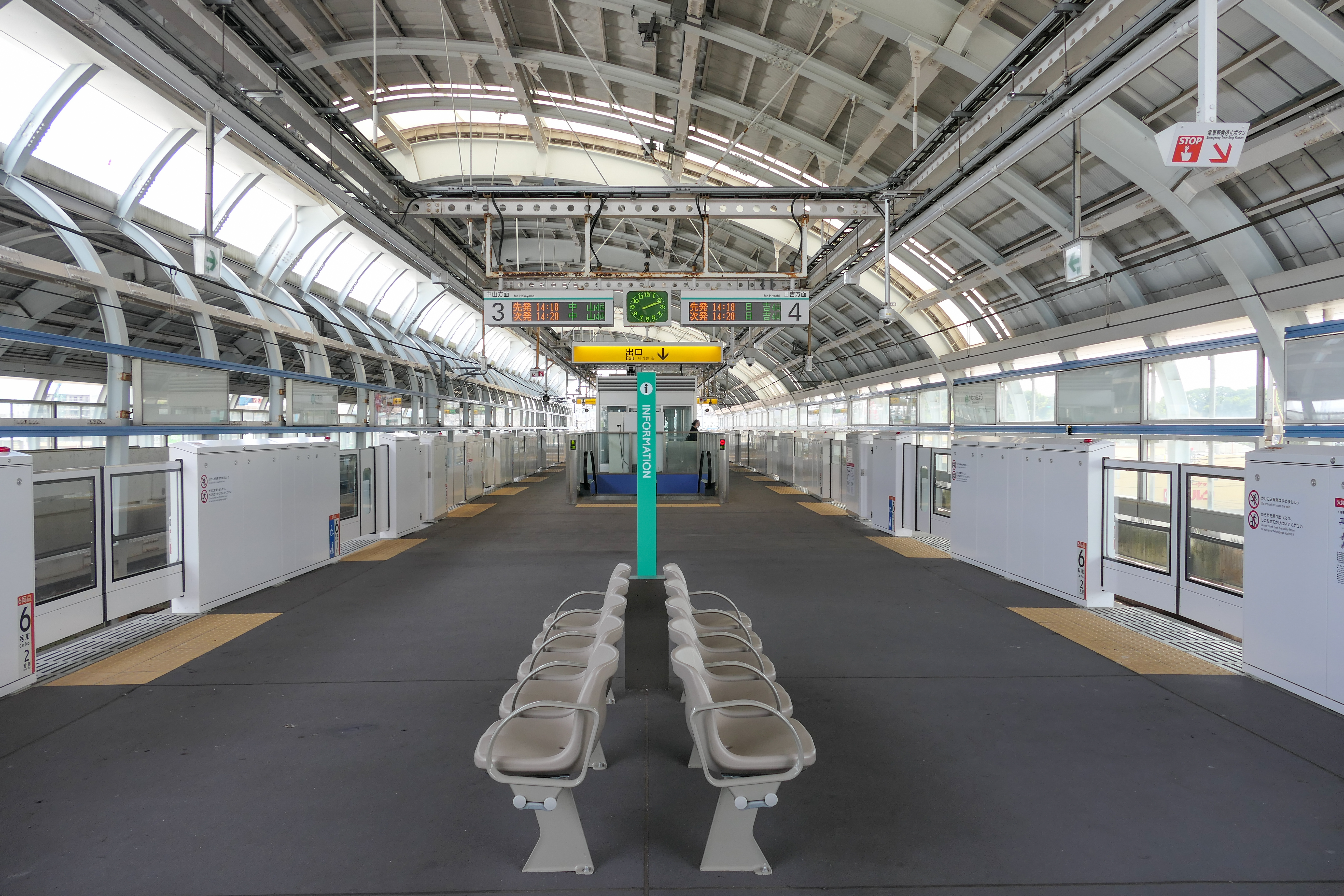
月台(2023年5月)

## 車站構造

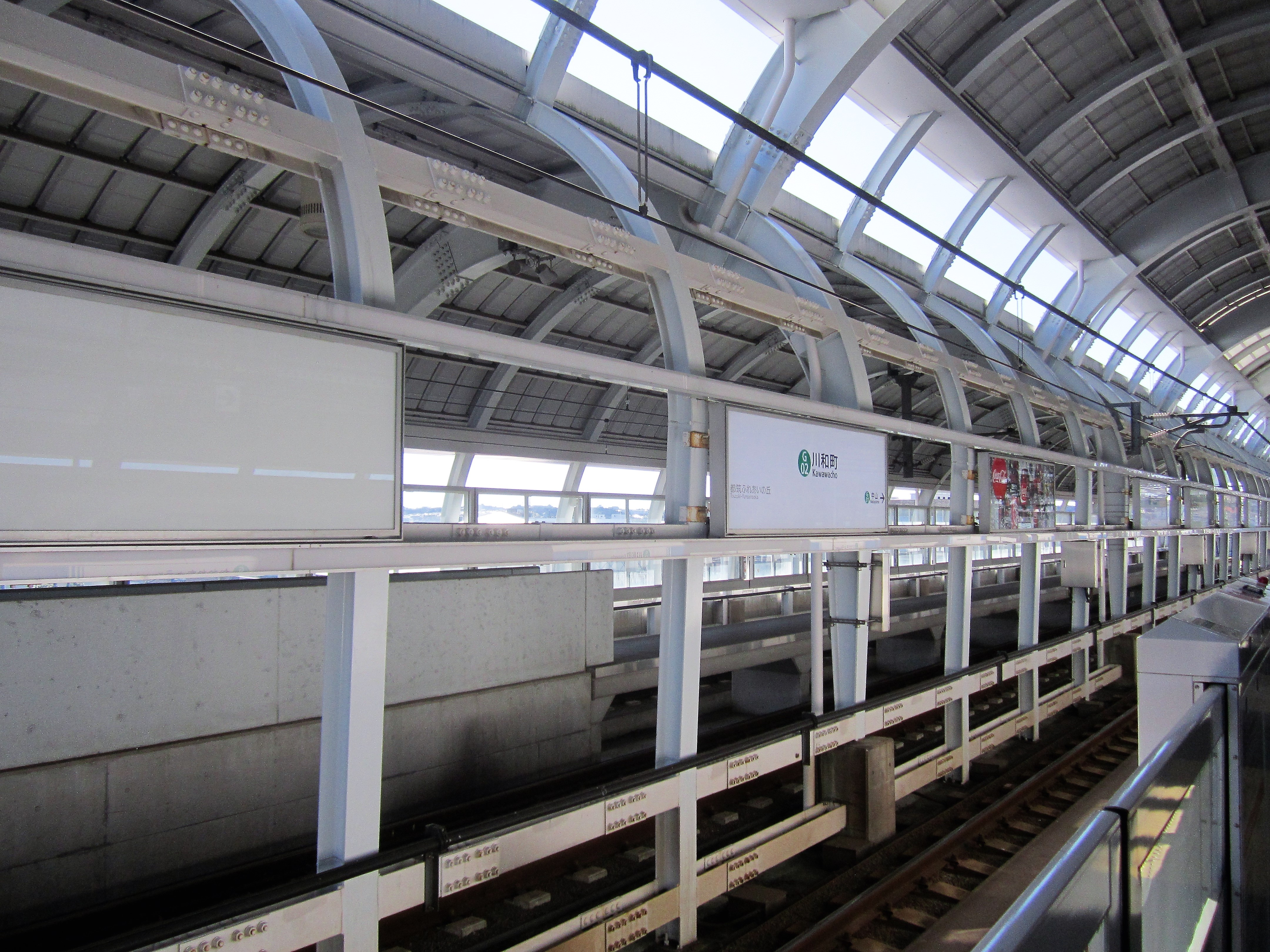
乘務員專用的簡易月台(2020年2月)

本站為島式月台1面2線高架車站。與月台並排設有2條留置線，留置線設有乘務員用的簡易月台。此乘務員用月台亦予以編號（1、2號月台），因此月台編號是3號與4號月台。

### 月台配置
| 月台 | 路線          | 目的地           |
| ---- | ------------- | ---------------- |
| 3    | 綠線（4號線） | 中山方向         |
| 4    | 綠線（4號線） | 中心南、日吉方向 |

## 利用狀況
2016年度的1日平均上下車人次為8,286人。
開業以來的1日平均上下、上車人次推移如下表。
| 年度               | 1日平均 上下車人次 | 1日平均 上車人次 | 來源    |
| ------------------ | ------------------ | ---------------- | ------- |
| 2007年（平成19年） |                    | 7,541            | [ * 1 ] |
| 2008年（平成20年） | 4,360              | 2,242            | [ * 2 ] |
| 2009年（平成21年） | 5,384              | 2,765            | [ * 3 ] |
| 2010年（平成22年） | 6,767              | 3,087            | [ * 4 ] |
| 2011年（平成23年） | 6,391              | 3,256            | [ * 5 ] |
| 2012年（平成24年） | 6,794              | 3,460            | [ * 6 ] |
| 2013年（平成25年） | 7,208              | 3,668            | [ * 7 ] |
| 2014年（平成26年） | 7,538              | 3,831            | [ * 8 ] |
| 2015年（平成27年） | 8,092              | 4,111            |         |
| 2016年（平成28年） | 8,286              | 4,217            |         |

## 歷史
- 2008年3月30日：本站開業。

## 相鄰車站
橫濱市營地下鐵
 綠線（4號線）
中山（G01）－川和町（G02）－都筑交流之丘（G03）

## 外部連結
- 川和町站 （页面存档备份，存于） - 橫濱市交通局